# Donna Karan
Donna Karan va néixer el 2 d'octubre de 1948 a Nova York i és una dissenyadora de moda nord-americana. El nom real és Donna Ivy Faske, però el 1970 adopta el primer cognom del seu primer marit Mark Karan.

## Biografia
El seu pare "Gabby Faske" era sastre i la seva mare Helen va ser una model d'exposició i representant de vendes de la moda. Per tant, era natural que Karan, quan encara estava a l'institut, va dissenyar la seva primera col·lecció i va organitzar la seva primera exposició. En morir el seu pare l'any 1951 quan tan sols Karan tenia 3 anys, la seva mare va tornar a casar-se i es va mudar a Queens, Long Island on ella va créixer en el si de la moda. Va començar a interessar-se pel món de la moda, del disseny i de la confecció als 14 anys, quan va començar a vendre roba a Cedarhurst, Central Avenue en Nova York. L'any 1966 es matricula a l'escola de moda Parsons i quan acaba les seves classes treballa per al dissenyador Chuck Howard; a més aquest mateix any es casa amb el seu marit Mark Karan. En acabar el seu segon any a l'Escola de Disseny de Parsons, Karan va ser contractat per Anne Klein per a un treball d'estiu l'any 1967. Després de tres anys com a dissenyadora associada, Karan va ser nomenada successora de la marca després de la mort de Klein el 1974. "Louis de l'Olio", l'amic d'un rector, se li va unir un any més tard. Junts van dissenyar el Anne Klein Collection. Aquest mateix any Karan va donar a llum a la seva filla Gaby. L'any 1976 es divorcia del seu primer marit.
A principis dels anys vuitanta va conèixer a Stephen Weiss, un escultor i pintor professional amb el qual es casaria el 1983.
Karan va fundar la seva marca el 1984(després de deixar l'empresa d'Ana Klein) juntament amb el seu segon marit Stephan Weiss. Pocs anys després amb la seva pròpia marca ja ben assentada en el mercat mundial de la moda, com un dels estàndards de la nova estètica nord-americana, es va popularitzar tant que va ser imitada per moltes altres marques.
El seu marit "Stephan Weiss" mor l'any 2000.

## La seva marca
Karan diu: "Sóc una dona que em donen ganes d'estimar els altres, satisfer necessitats i resoldre problemes. Alhora, l'artista dins meu s'esforça per aconseguir la bellesa tan sensual i visual. Així que el disseny és un desafiament constant per equilibrar la comoditat amb luxe, el pràctic amb el desitjable ". Es va fer coneguda per la seva línia de cossos elàstics.
La seva col·lecció d'objectes de primera necessitat, va oferir set peces fàcils que cada dona hauria de tenir al seu armari, i va tenir tant d'èxit que ara són aproximadament 200 peces. DKNY és una col·lecció moderna, juvenil, que dibuixa l'esperit de vida urbana.
Donna Karan utilitza diversos materials a les seves col·leccions com el cuir, caixmir, teixits estrets i modelables. Formes que abracen i esculpeixen el cos, són símbols de l'èxit que aquesta dona ha aconseguit al llarg de la seva trajectòria.

### Els anys vuitanta
Un nou sistema de vestir de Karan es basa en Seven Easy Pieces la seva primera col·lecció creada el 1985, on un grapat d'elements intercanviables treballen junts per crear un guarda-roba complet que va des de la primera hora del dia fins a l'última de la nit, de dilluns a divendres, en cap de semana i en una temporada a una altra. " Estic dissenyant tant per a un home com per a una dona internacional; per a una persona creativa, diu Karan.
Al parlar en un llenguatge multi - cultural de la moda, Karan s'inspira en la vida mateixa i en el seu propi estil. Les seves prendes de roba per excel·lència inclouen caixmir negre, cuir i teles modelades, sovint desenvolupat exclusivament per Karan, així com les siluetes que s'emboliquen i esculpeixen el cos.
Karan va mostrar la seva primera col·lecció per a dones el 1985. El que la va fer famosa en la indústria, va ser la seva línia de vestits elàstics. També es va fer coneguda per la seva línia de gran èxit "essencials", que inicialment oferia set peces fàcils que tots poden barrejar i combinar, i va crear un vestuari totalment integrat. De seguida moltes dones als Estats Units volien la seva roba, que semblava sofisticada i elegant, però alhora simple i funcional, de preferència en negre, blanc o gris.
El 1986 i 1987 guanya el premi especial del "CFDA". Finalment acaba la seva carrera de moda a Parsons i l'any següent ja comença a treballar en el segon projecte que serà la nova línia de roba anomenada DKNY. Gràcies a aquesta segona col·lecció Karan guanya un nou premi CFDA a la millor col·lecció femenina que es troba en tot el mercat internacional. Aquest fet li fa prendre més consciencia sobre la seva marca i comença a dissenyar roba pel públic masculí. El següent any pot treure la seva primera fragància amb col·laboració Alviero Martini.
Aquest perfum transmet les passions fresques d'albercoc, bergamota, notes verdes, neroli, Osmanthus, préssec i pinya a la part superior, seguit per un ritme de flors de clavell, cassia, Heliotropium europaeum, Jasminum officinale, lliri, orquídia, rosa i ylang-ylang al cor de la fragància. El 1988, Karan, anomenada La Reina de la Setena Avinguda, amb el temps va ampliar la línia de dona "Donna Karan New York 'per un més barat per a les dones joves, anomenat DKNY.

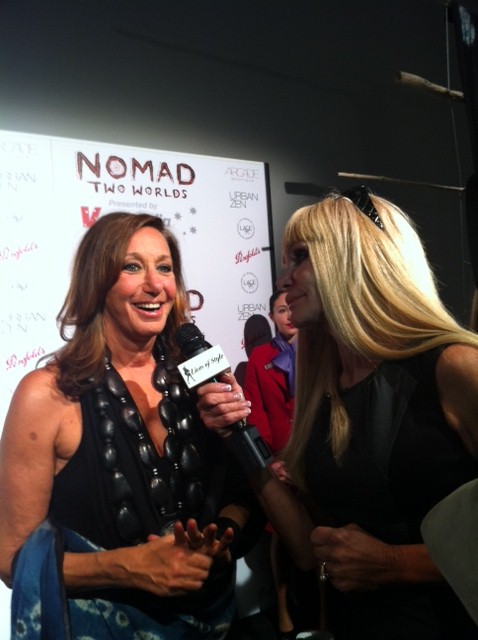
DonnaKaran

#### Els anys noranta
El 1993 guanya el CFDA a la millor col·lecció masculina i es converteix en la primera dona en tota la història de la moda que ho logra. Karan per poder promocionar la seca marca i els seus dissenys cedeix la seva roba a actrius, models y gent de renom perquè les puguin lluir; com és l'exemple de la top Stephanie Seymour que el 1995 llueix un dels seus dissenys a la portada del número de febrer de Vogue USA. Kate Moss i Amber Valletta també apareixen en el número de setembre 1996 de Vogue USA vestides de la dissenyadora americana. A més dissenyava el vestuari per l'espectacle de dansa Snow on the Mesa. El 1997 dissenya els uniformes per als treballadors del Metropolitan Hotel de Londres i torna a alçar-se amb el CDFA a la millor col·lecció femenina. Karan continuava promocionant la seva marca, ja que el 1999 a la portada de Vogue al juny, Nicole Kidman apareix vestida amb una creació de Karan i Iman farà el mateix en el mes de novembre.
Donna va ampliant la seva marca en tots els àmbits: primer va començar a dissenyar roba només per a les dones, després va passar a crear per a homes i ara finalment l'any 2000 llança una línia de roba per a la llar. Aquest mateix any Catherine Zeta - Jones és la protagonista del número de juliol de Vogue USA vestida de Donna Karan. Karan va passar a convertir-se en una empresa que cotitza en borsa el 1996, i després cinc anys més tard, va ser adquirida pel seu actual propietari, el conglomerat francès de luxe, LVMH, Moet Henness i Louis Vuitton. LVMH aconsegueix el control de la compañía.

#### El segle XXI
La dissenyadora rep una estrella al Passeig de la Fama de Nova York per la seva gran importància en el món de la moda. Gràcies al seu gran èxit obre un spa a Bali en nom seu.

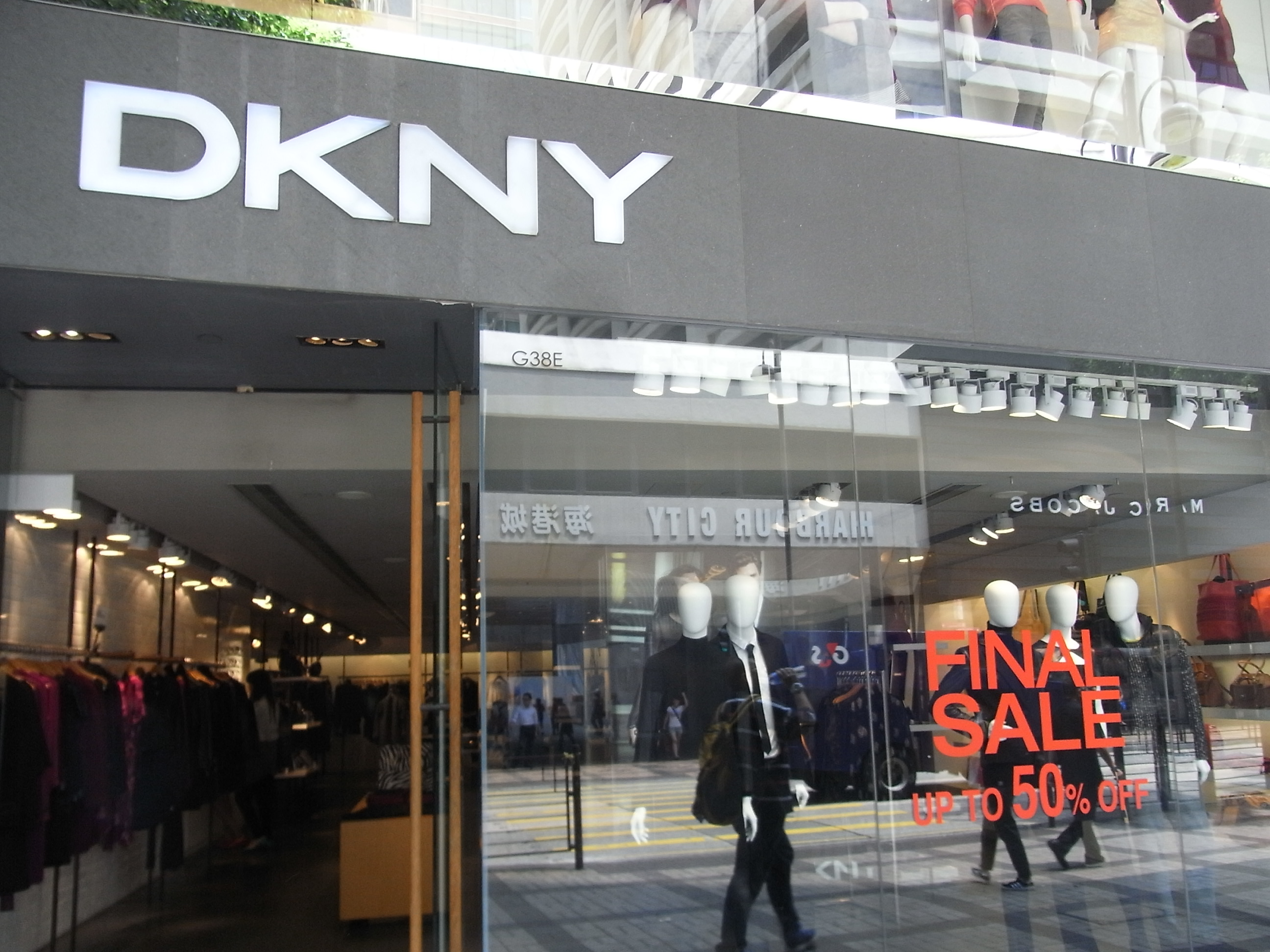
HK TST Canton Road shop sign DKNY Aug-2012

El 2004 Karan rep un doctorat d'honor a causa de la seva trajectòria en la moda a Parsons i es publica The Journées of a Woman: 20 years of Donna Karan.
Karan en els seus dissenys quasi sempre utilitzaba pells d'animal d'alta qualitat per a produir les millors peces de les seves col·leccions, però l'any 2008 decideix deixar d'utilitzar-les. L'any següent posa a la venda una línia de jeans i Cate Blanchett és la portada del número de desembre de Vogue USA amb un vestit daurat de la dissenyadora americana. A més a vestit a estrelles de Hollywood com a Sofía Vergara, l'actriu Linda Cardellini, la cantant Taylor Swift i a Jennifer López. Actualment el dissenyador de la marca és Peter Speliopoulos, que prèviament va col·laborar amb Cerruti i Jane Chung dissenya la línia DKNY. La comercialització està cedida a l'explotació de terceres empreses sota llicència.
| « | Per a mi dissenyar és expressar qui sóc, esposa, mare,artista i dona de negocis, tots els diferents papers que les dones de tot el món intentem harmonitzar. Però abans que res sóc una dona, amb les seves complicacions, sentiments i emocions | » |

DKNY va obrir la seva primera botiga el 1999 i evidentment a Nova York, concretament a la Madison Avenue i actualment té presència a tot el món; Manhasset, Boston, Costa Mesa, Londres, Singapore, Tòquio, Fukuoka, Riad, Jeddah i Dubai

## Premis
Karan ha guanyat innombrables premis i reconeixements, com el Premi de la nord-americana Coty crítics de moda el 1977 i novament el 1982 (juntament amb Louis Dell'Ollio per Anne Klein). El Consell de Dissenyadors de Moda d'Amèrica (CFDA) la va nomenar dissenyadora de roba masculina de l'any 1992 i la Dissenyadora de Womenswear de l'any 1990 i 1996. Va ser nominada per a la segona categoria de nou en 2003 i va ser guardonada amb el Lifetime Achievement Award pel CFDA el 2004. Va guanyar premis especials de CFDA el 1985, 1986 i 1987. També va ser honrada per la Fashion Group International, en la seva nit de gala d'estrelles. Nova York va acollir el 2007 el lliurament dels premis FiFi, que concedeix la Fragance Foundations les millors fragàncies femenines i masculines de cada any. A la festa van acudir, entre d'altres, els dissenyadors Donna Karan i Zac Posen i l'actriu Jane Seymour.